# Provinz Cusco
Die Provinz Cusco ist die kleinste der 13 Provinzen der Region Cusco in den Anden Perus. Sie hat eine Fläche von 617 km². Beim Zensus 2017 lag die Einwohnerzahl bei 447.588 Einwohnern. Im Jahr 1993 lag sie bei 270.324, im Jahr 2007 bei 367.791. Ihre Hauptstadt ist das namensgebende Cusco.

## Geographische Lage
Die Provinz Cusco liegt im Bergland der Anden. Sie grenzt im Norden an die Provinzen Calca und Urubamba, im Osten an die Provinz Quispicanchi, im Süden an die Provinz Paruro und im Westen an die Provinz Anta. Alle genannten Provinzen gehören ebenfalls zur Region Cusco.

## Verwaltungsgliederung
Die Provinz Cusco ist in acht Distrikte gegliedert. Der Distrikt Cusco ist Sitz der Provinzverwaltung.
| Distrikt      | Verwaltungssitz |
| ------------- | --------------- |
| Ccorca        | Ccorca          |
| Cusco         | Cusco           |
| Poroy         | Poroy           |
| San Jerónimo  | San Jerónimo    |
| San Sebastián | San Sebastián   |
| Santiago      | Santiago        |
| Saylla        | Saylla          |
| Wanchaq       | Wanchaq         |